# Матей Бенюш

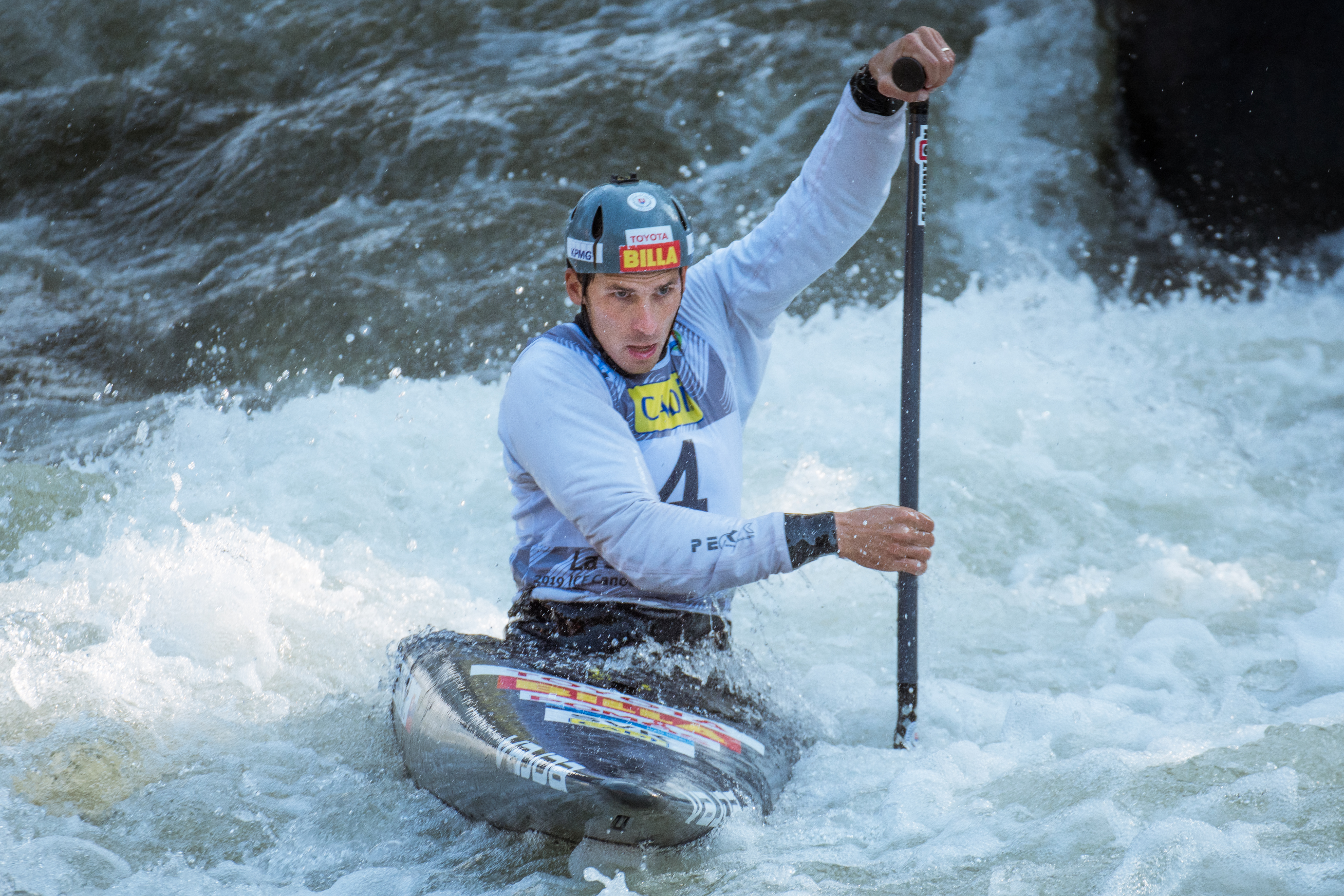
Matej Beňuš (2019)

Матей Бенюш (словац. Matej Beňuš, нар. 2 листопада 1987, Братислава, Словаччина) — словацький веслувальник, срібний призер Олімпійських ігор 2016 року, бронзовий призер Олімпійських ігор 2024 року.

## Виступи на Олімпіадах
| Олімпіада           | Дисципліна     | Місце |
| ------------------- | -------------- | ----- |
| Ріо-де-Жанейро 2016 | каное-одиночки | 2     |
| Токіо 2020          | каное-одиночки | 6     |
| Париж 2024          | каное-одиночки | 3     |
| Париж 2024          | байдарки-крос  | 34    |

## Зовнішні посилання
- Матей Бенюш на сайті International Canoe Federation (англійська)
- Матей Бенюш на сайті Olympics.com (англійська)
- Матей Бенюш на сайті Olympedia (англійська)
- Матей Бенюш на сайті Slovak Olympic and Sports Committee (словацька)